# 캐딜락 엘도라도
캐딜락 엘도라도(Cadillac Eldorado)는 제너럴 모터스 산하의 캐딜락이 생산, 판매한 고급 대형 승용차이다.

## 1세대

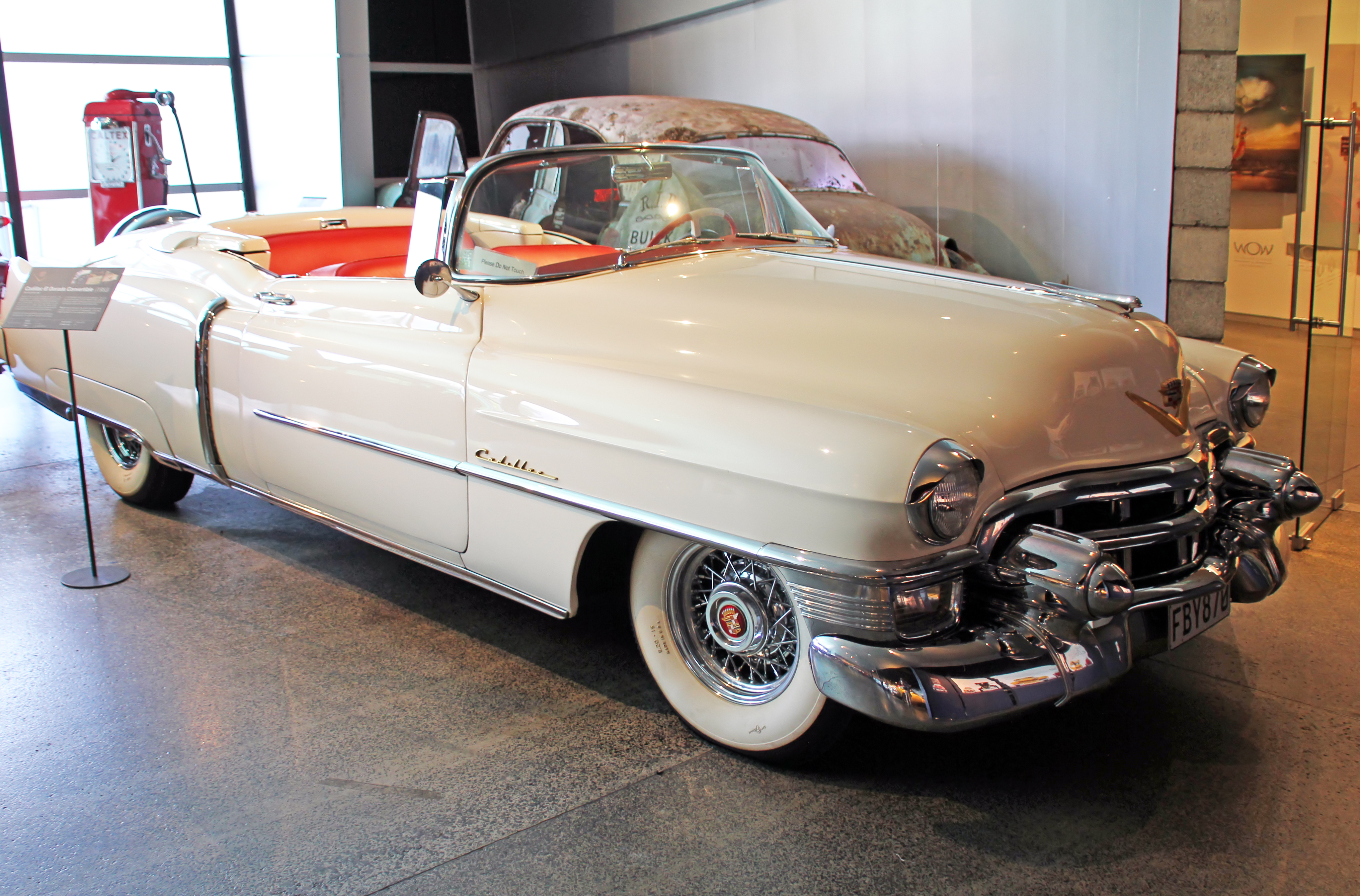
캐딜락 엘도라도 정측면

1953년에 출시되었다.

## 2세대

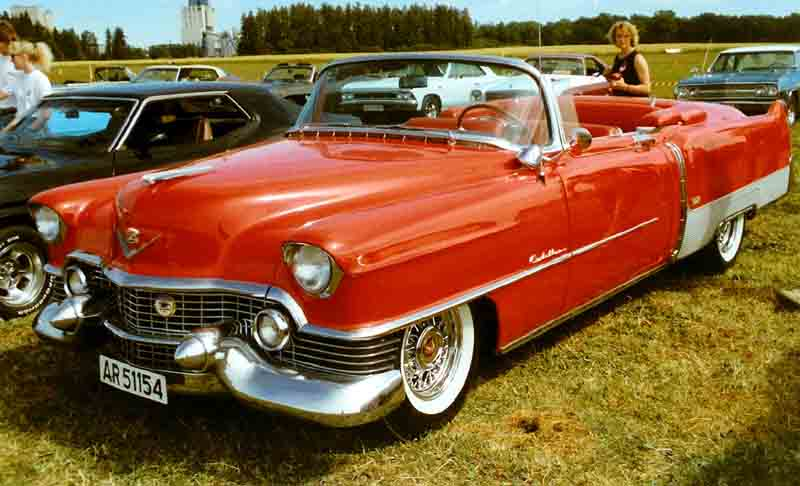
캐딜락 엘도라도(전기형) 정측면

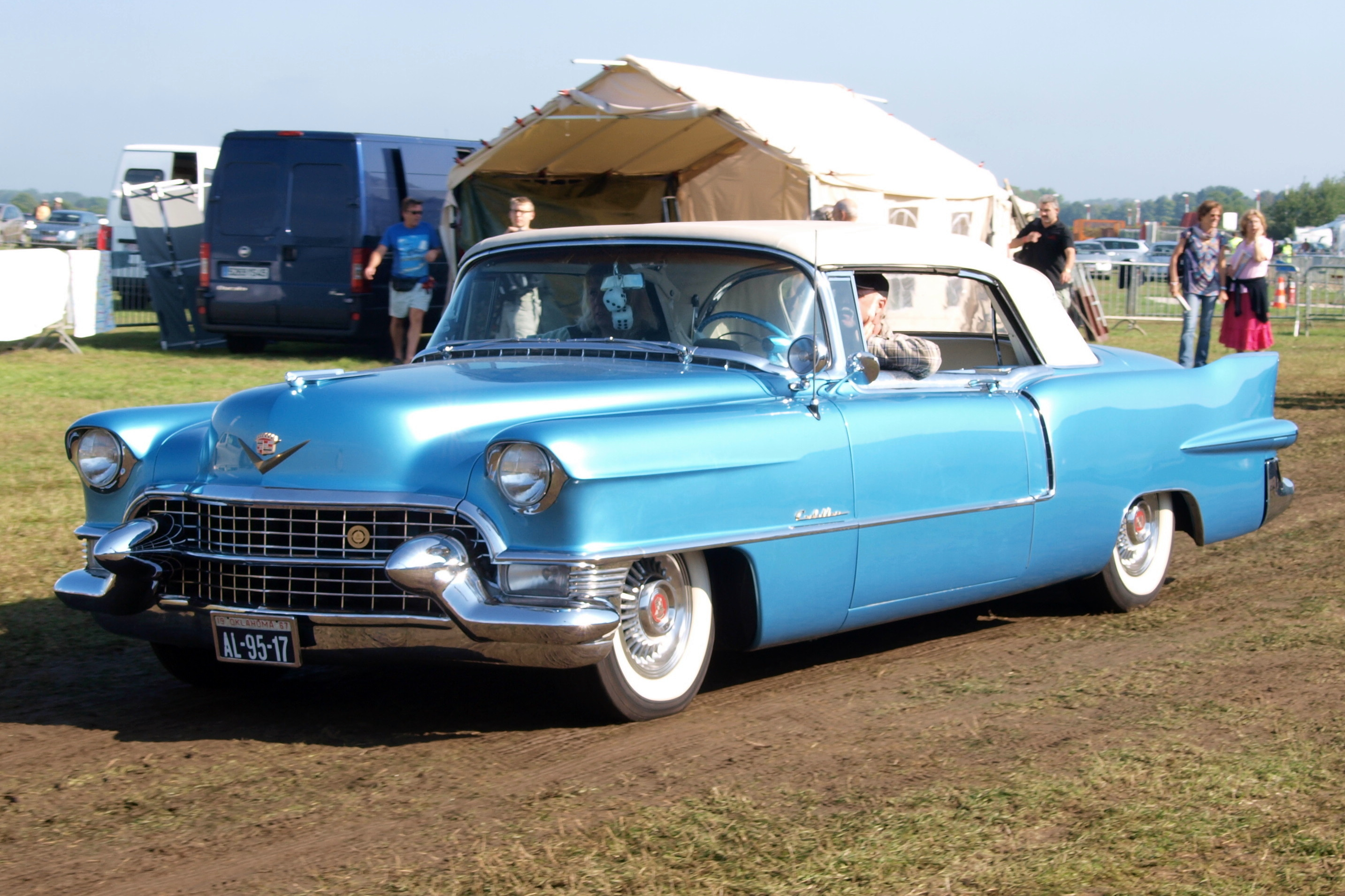
캐딜락 엘도라도(후기형) 정측면

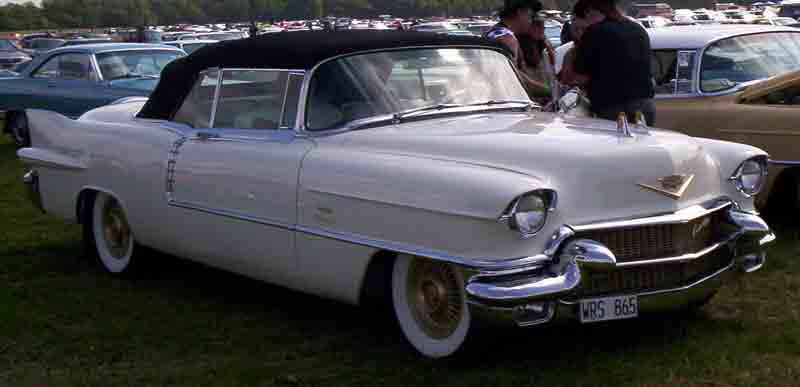
캐딜락 엘도라도 비아리츠 정측면

## 5세대

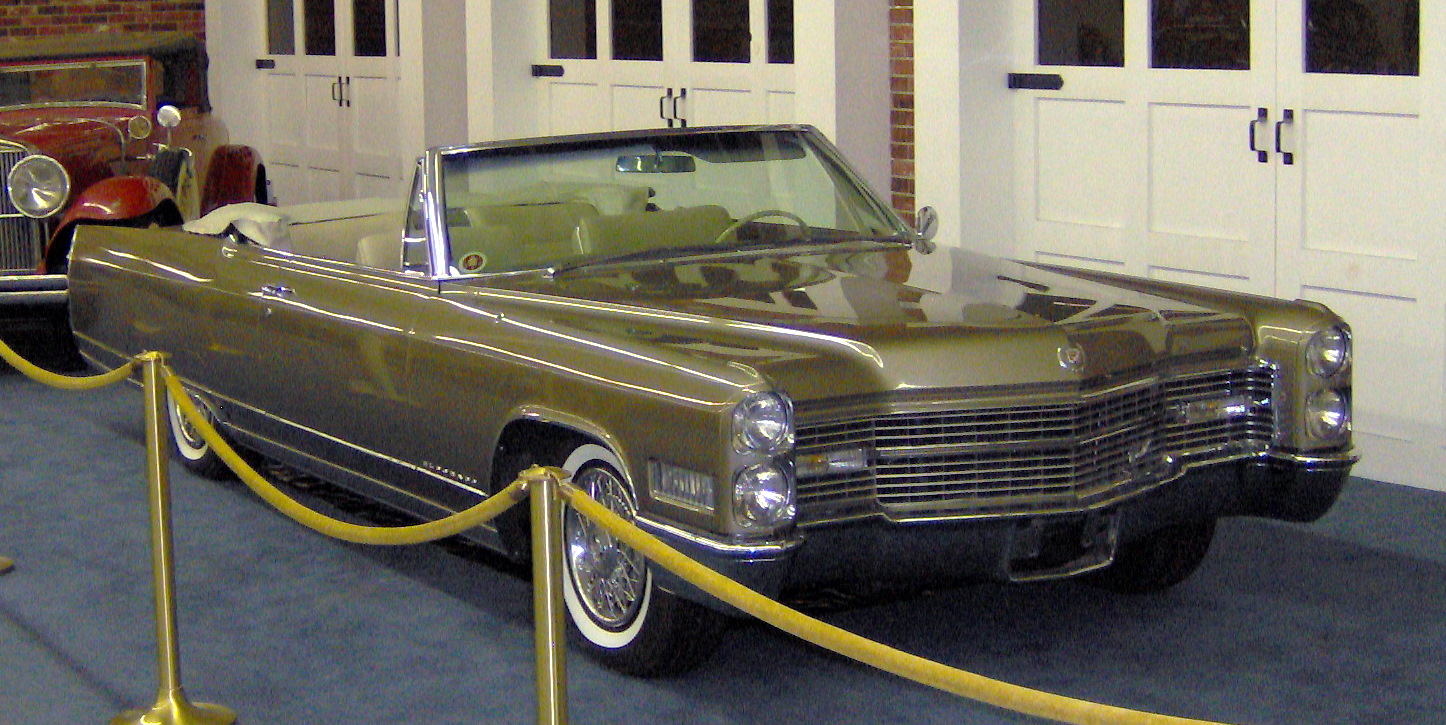
캐딜락 엘도라도 정측면

## 6세대

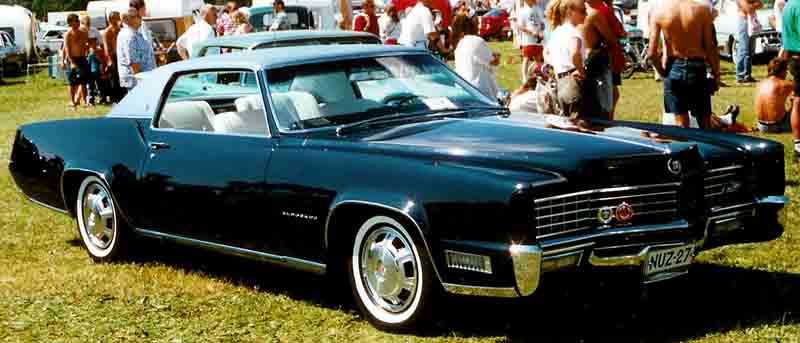
캐딜락 엘도라도(전기형) 정측면

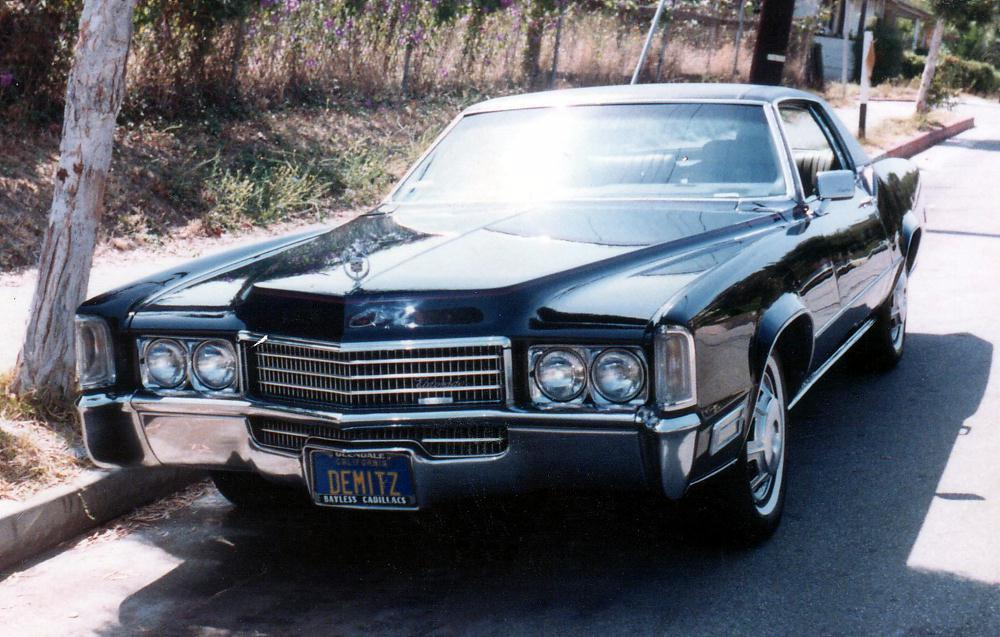
캐딜락 엘도라도(후기형) 정측면

## 3세대

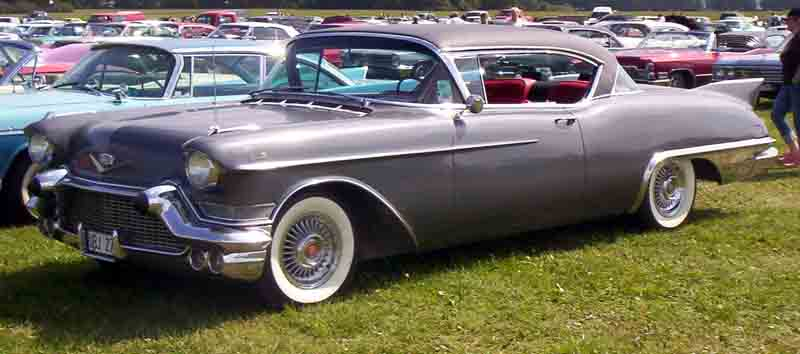
캐딜락 엘도라도 스빌(전기형) 정측면

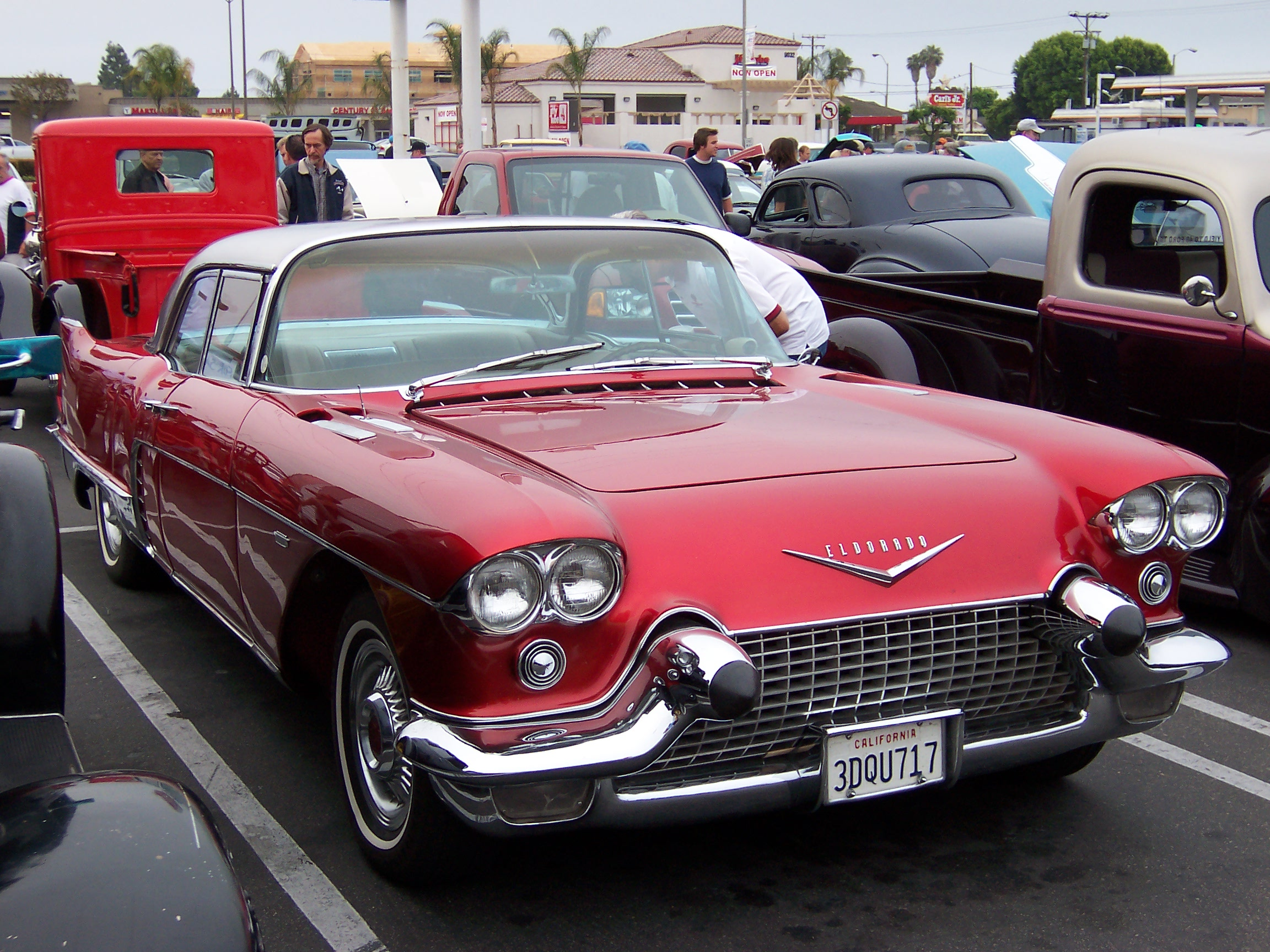
캐딜락 엘도라도 브로엄(전기형) 정측면
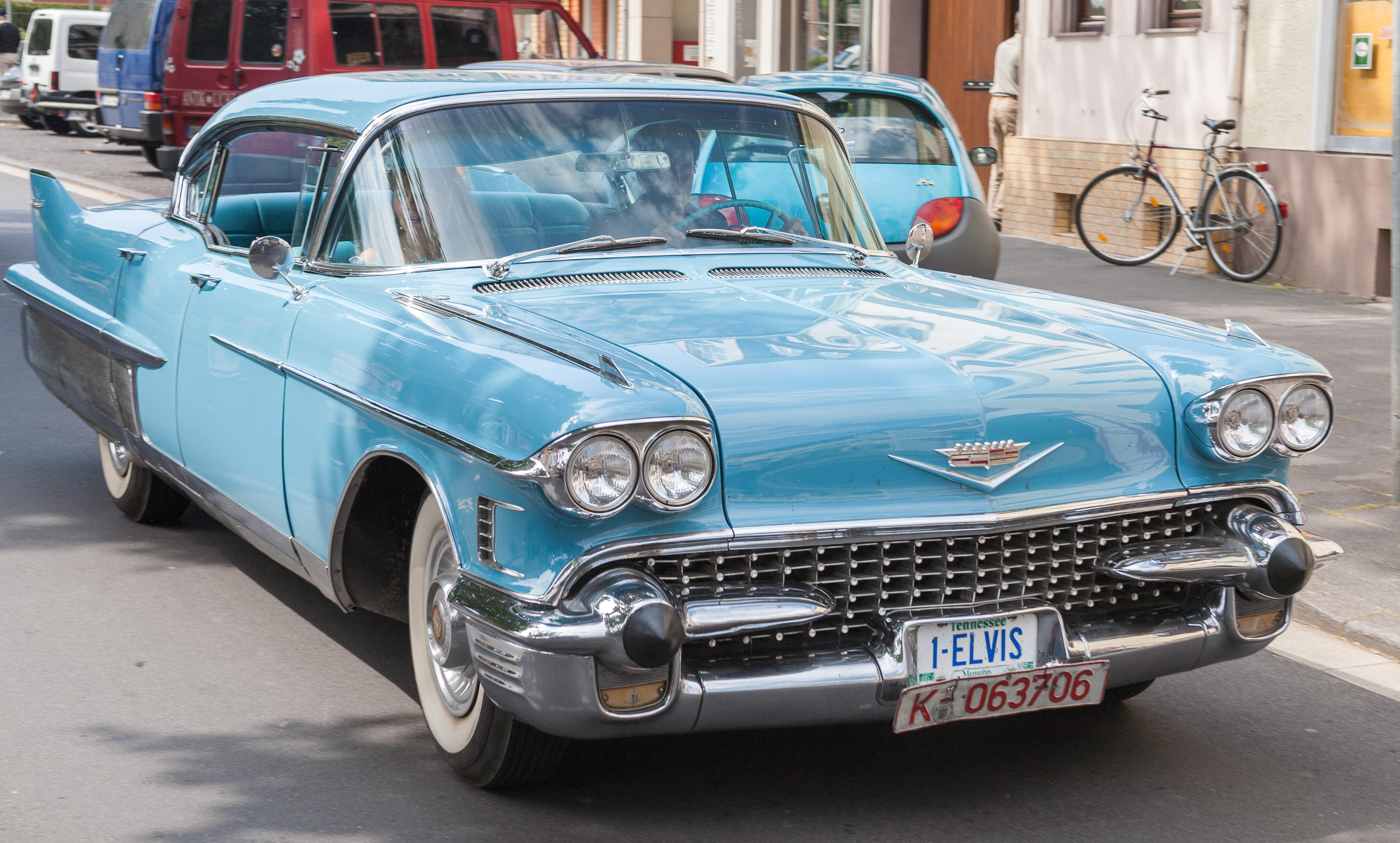
캐딜락 엘도라도 스빌(중기형) 정측면
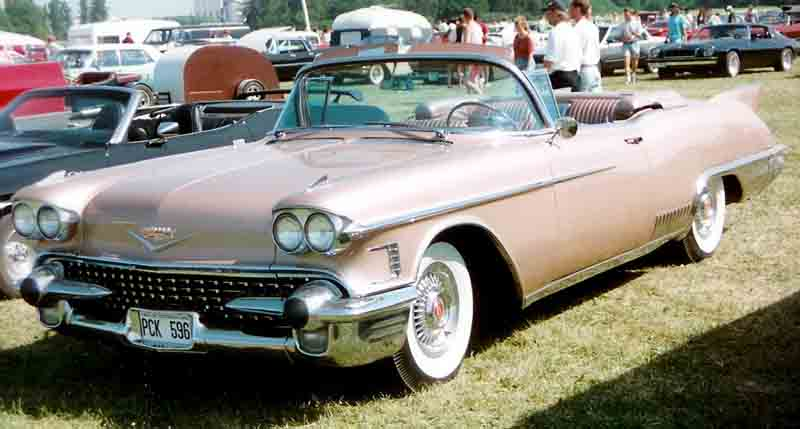
캐딜락 엘도라도 비아리츠(중기형) 정측면
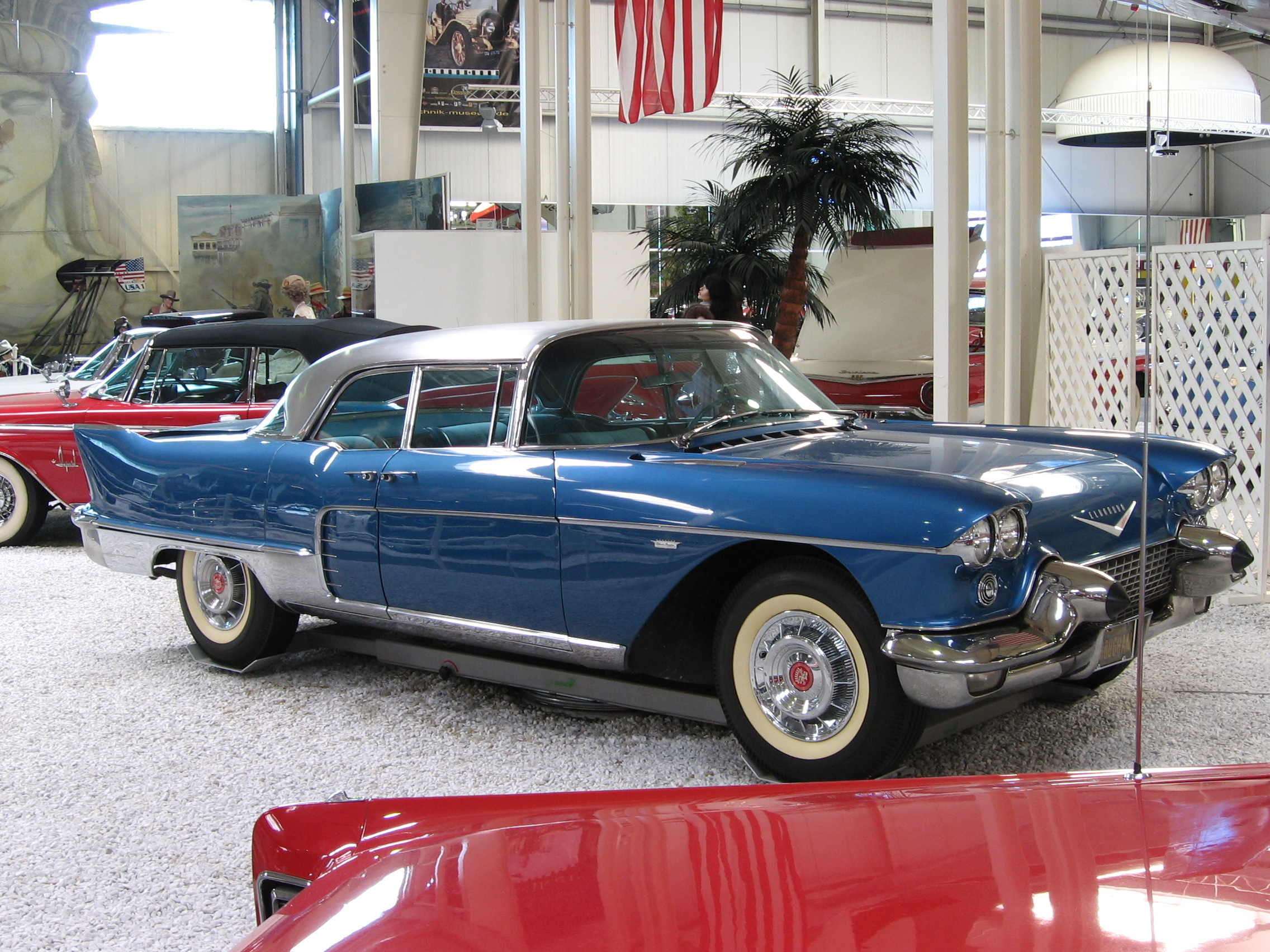
캐딜락 엘도라도 브로엄(중기형) 정측면
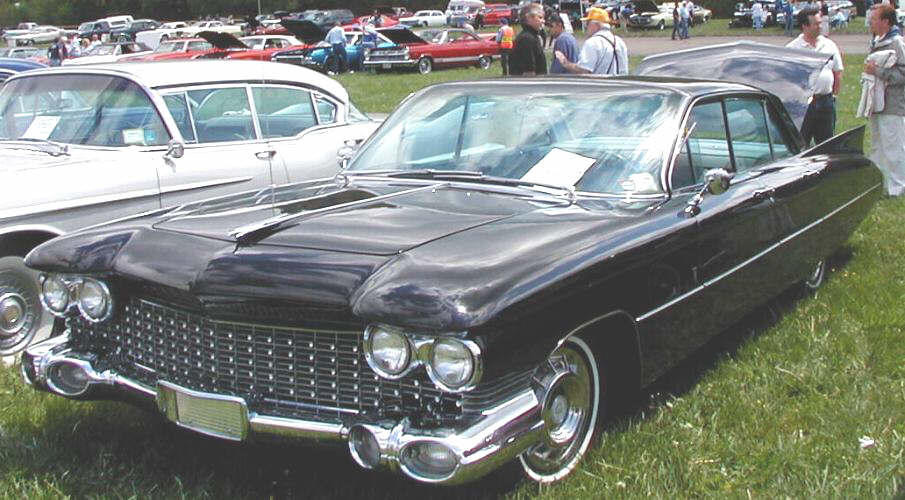
캐딜락 엘도라도 브로엄(후기형) 정측면
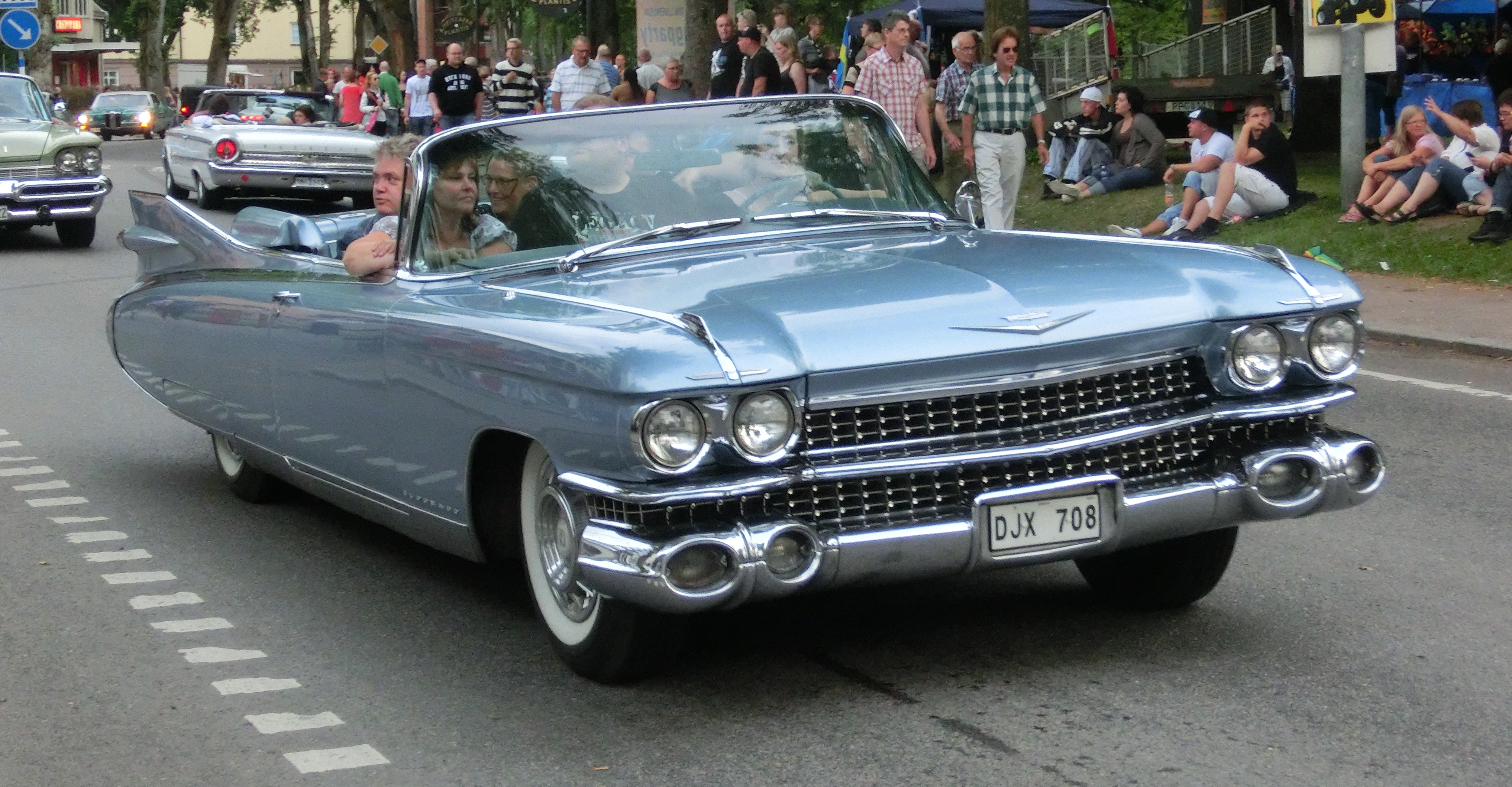
캐딜락 엘도라도 비아리츠(후기형) 정측면
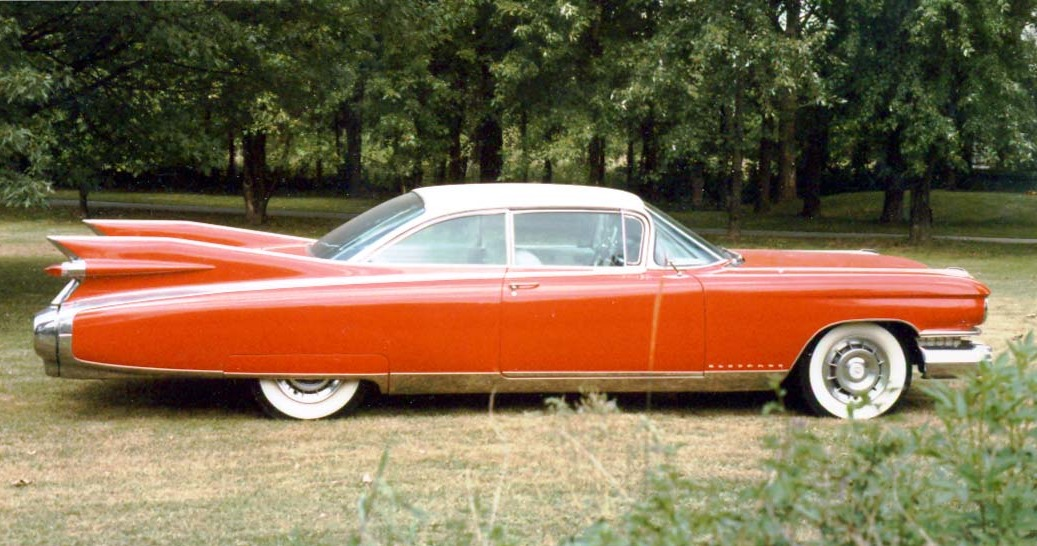
캐딜락 엘도라도 스빌(후기형) 측면

## 4세대

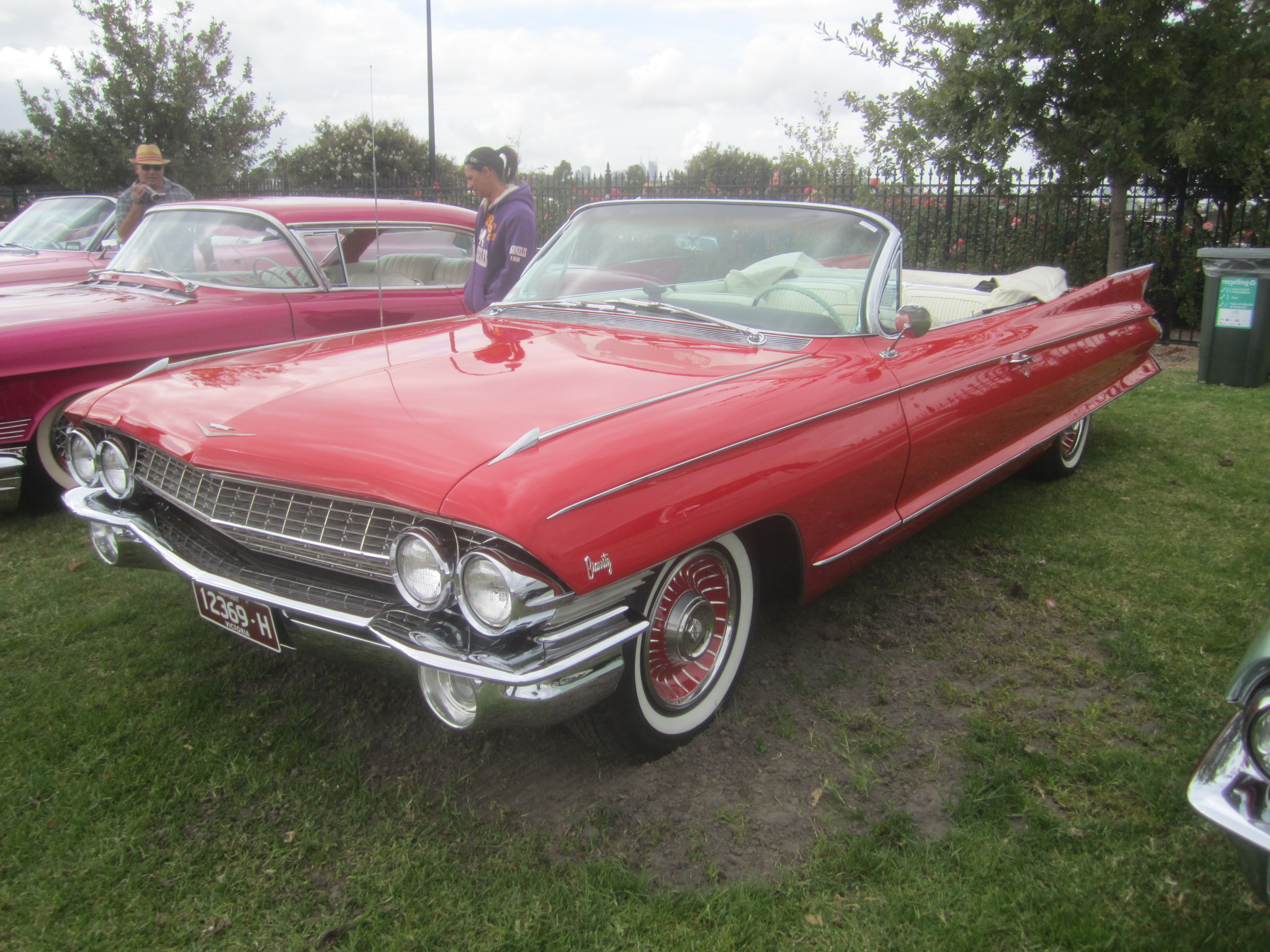
캐딜락 엘도라도 비아리츠(전기형) 정측면

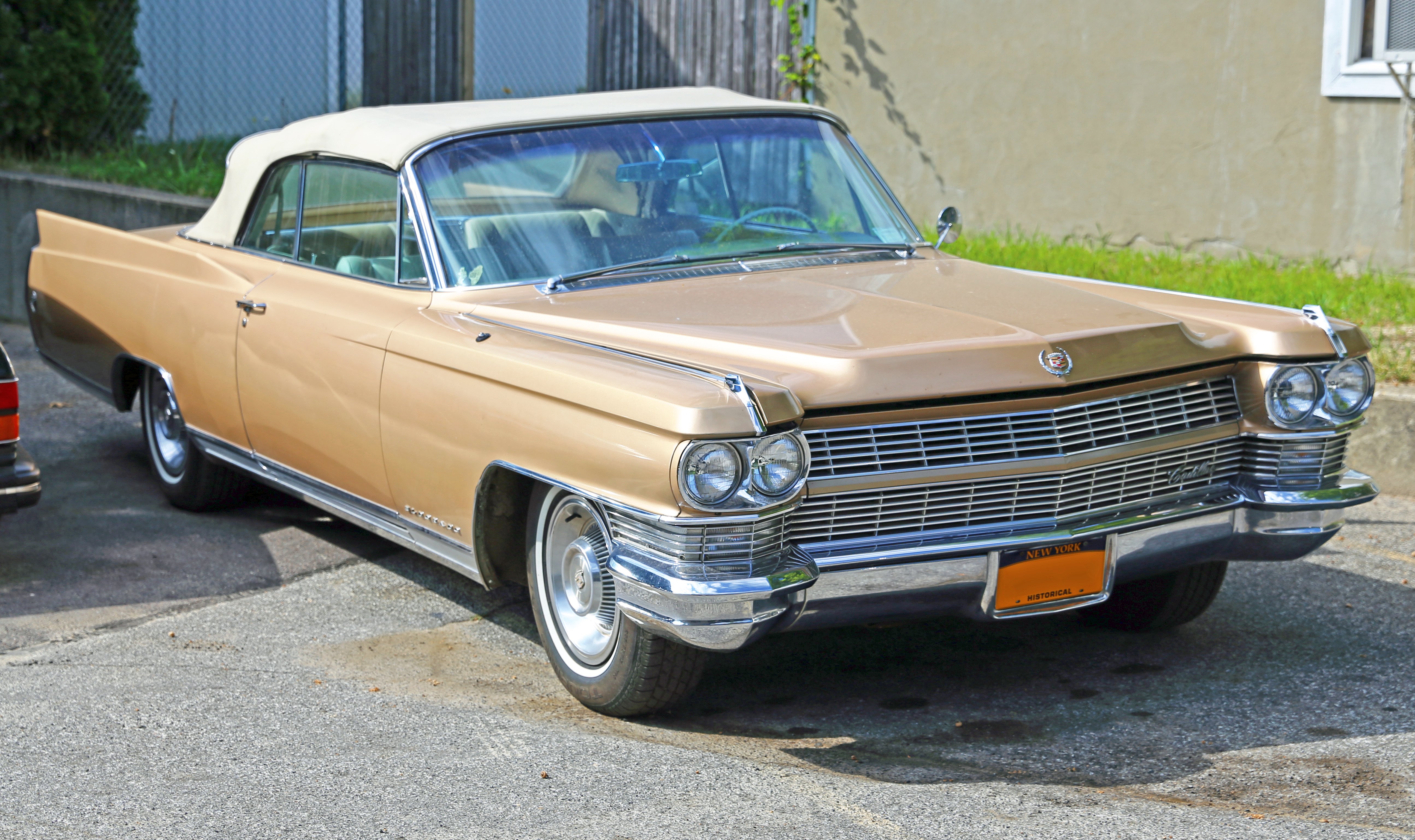
캐딜락 엘도라도 비아리츠(후기형) 정측면

## 7세대

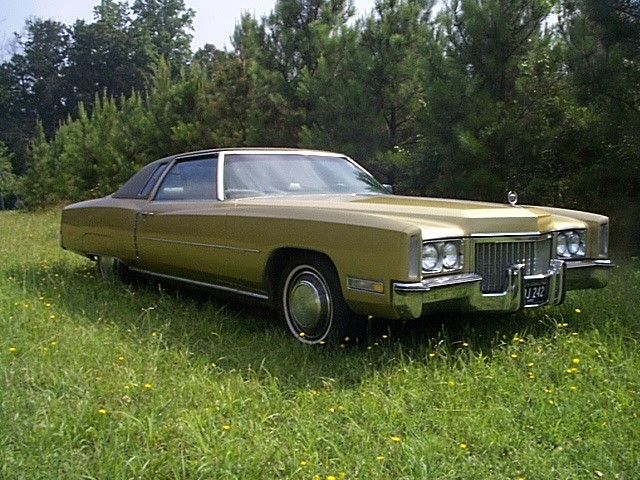
캐딜락 엘도라도(전기형) 정측면

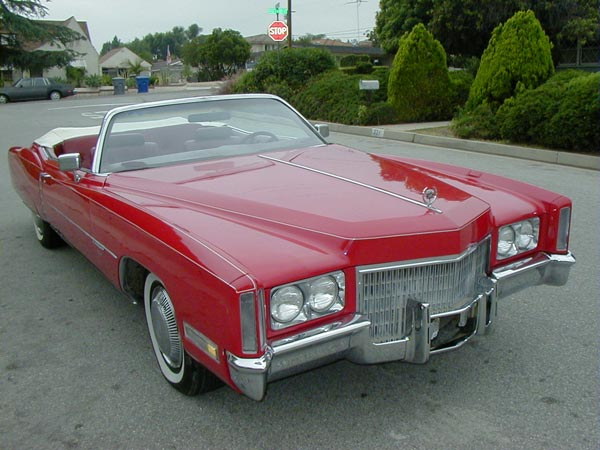
캐딜락 엘도라도 컨버터블(전기형) 정측면

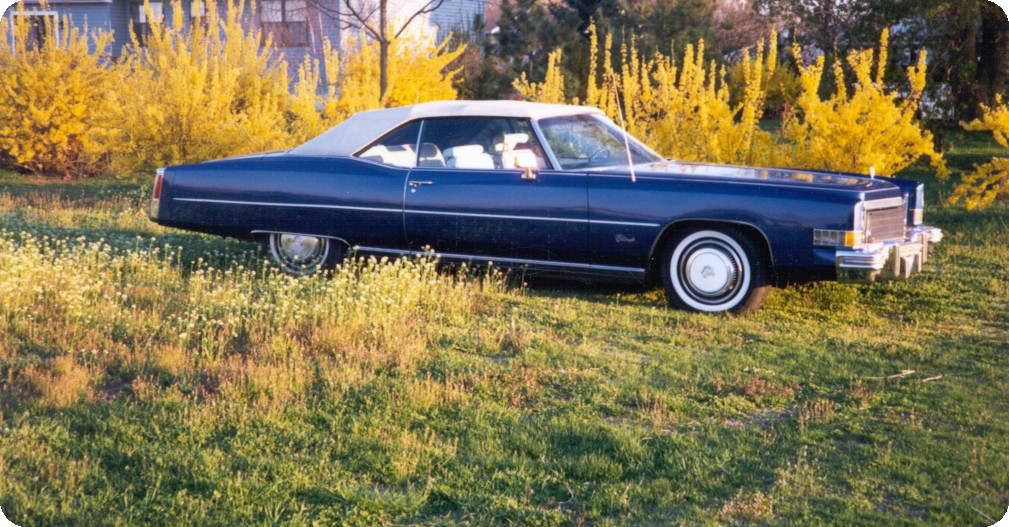
캐딜락 엘도라도 컨버터블(중기형) 정측면
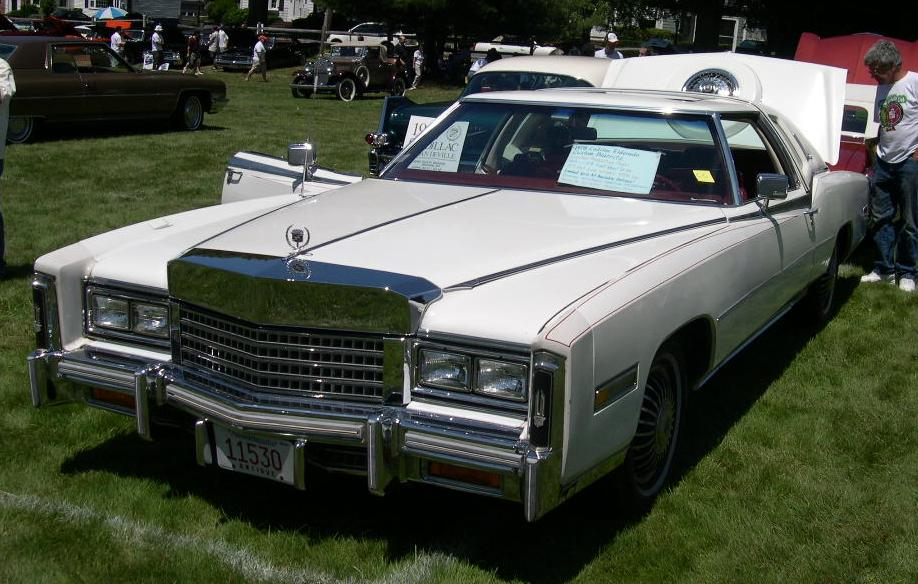
캐딜락 엘도라도 비아리츠 정측면
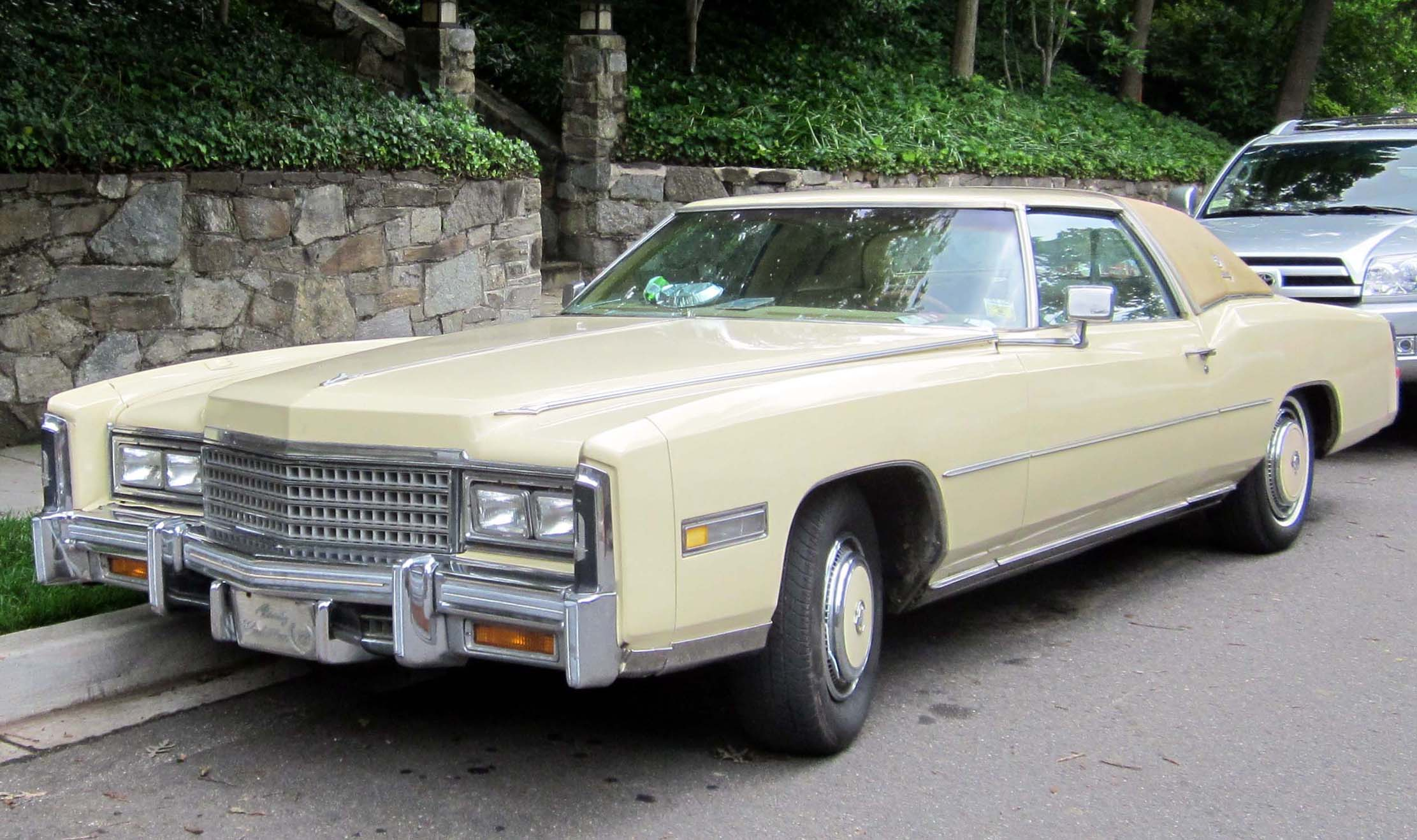
캐딜락 엘도라도(후기형) 정측면
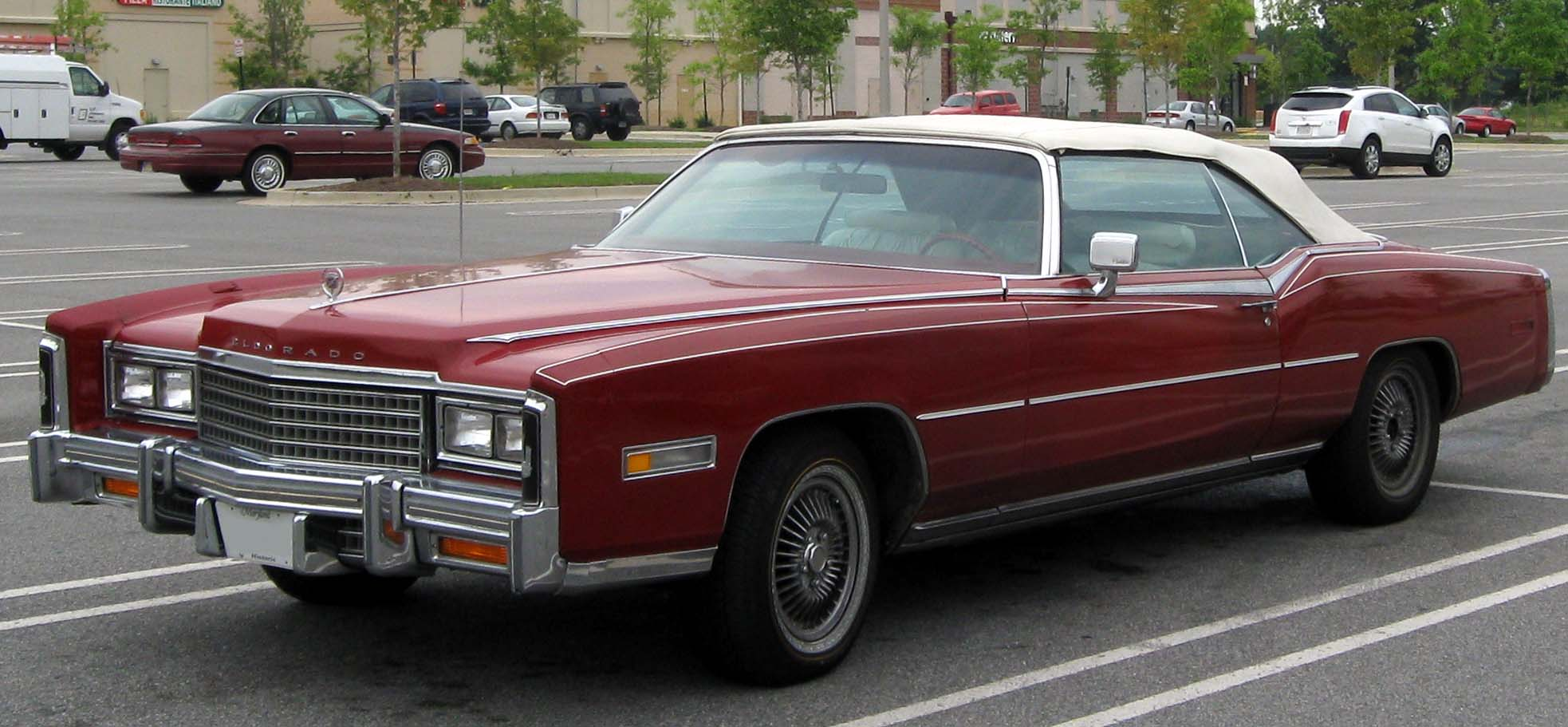
캐딜락 엘도라도 컨버터블(후기형) 정측면

## 8세대

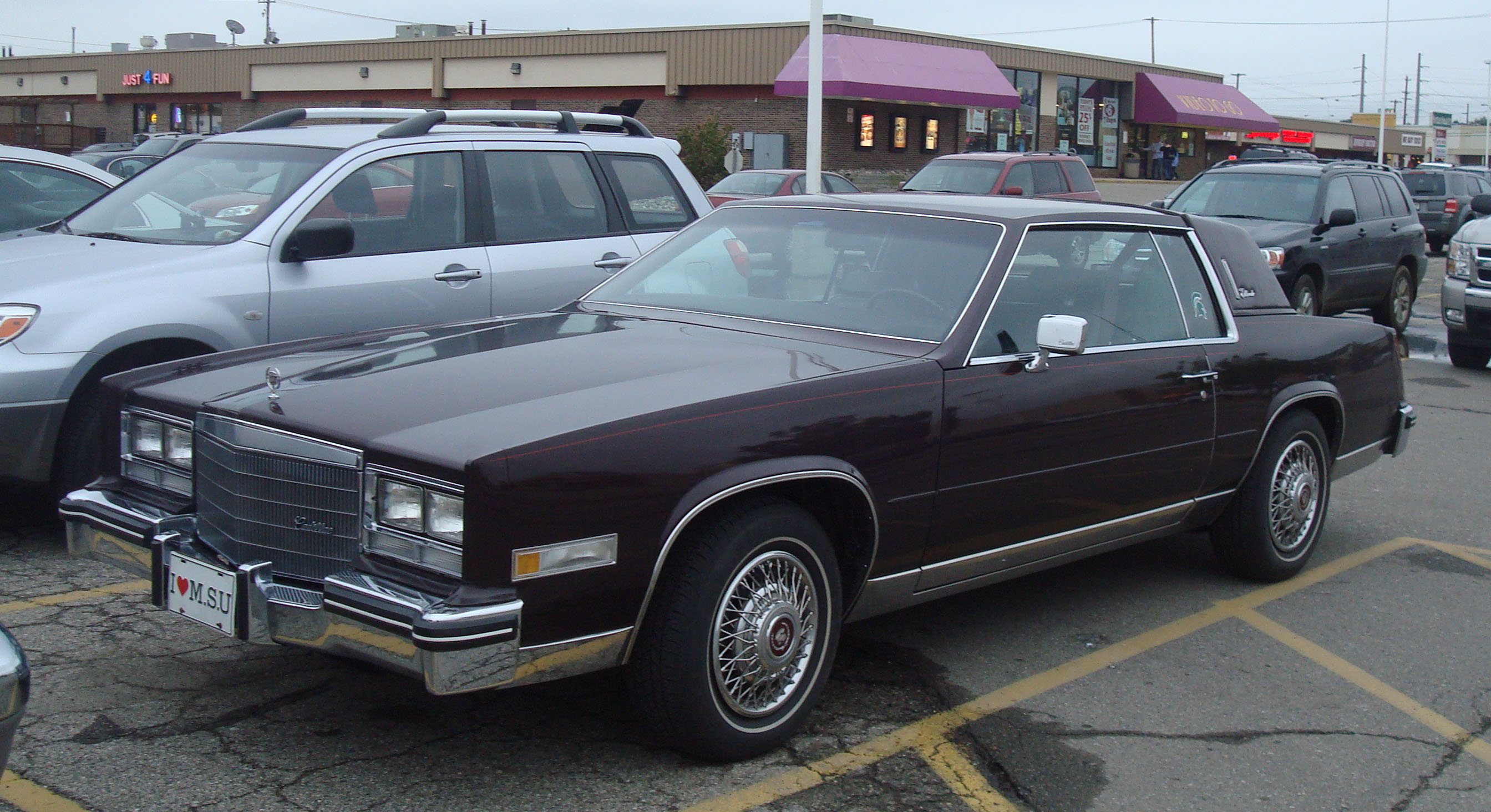
캐딜락 엘도라도 정측면

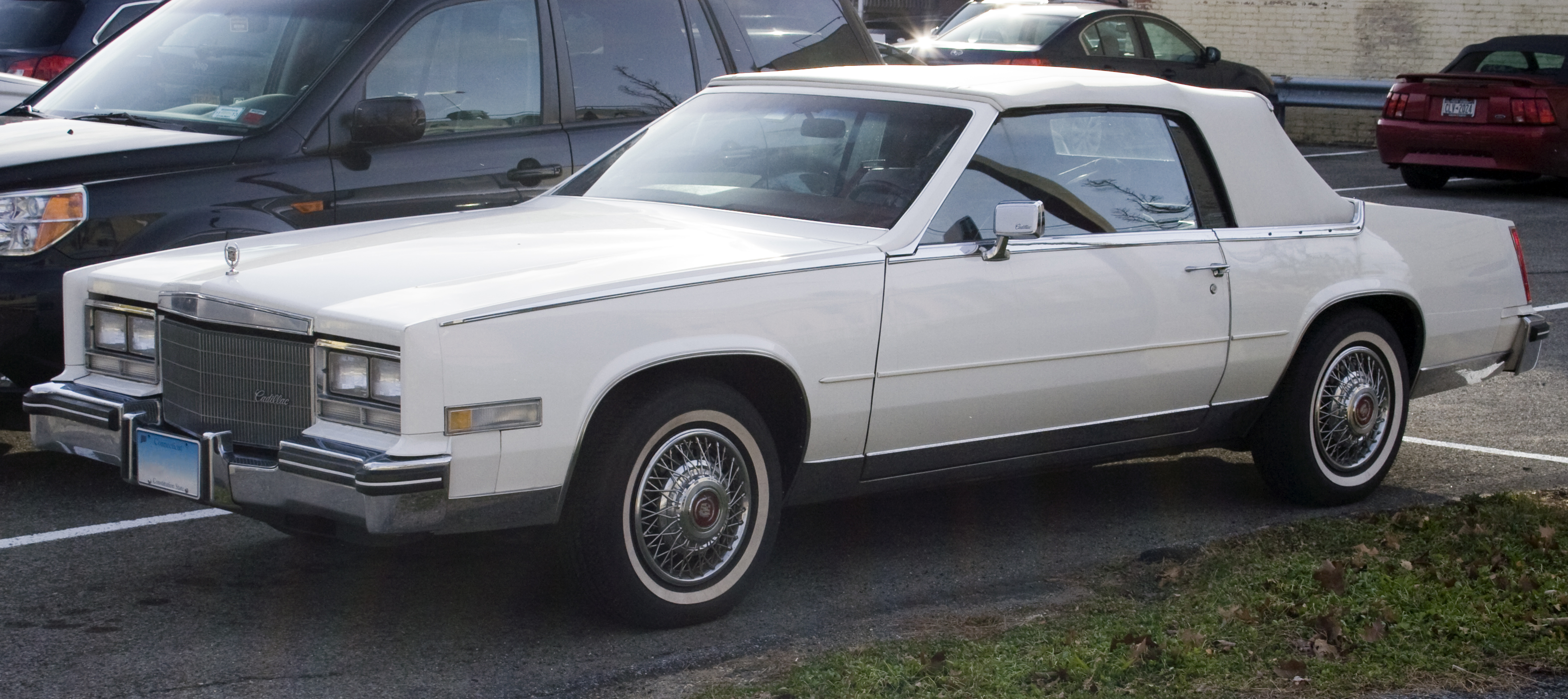
캐딜락 엘도라도 컨버터블 정측면

## 9세대

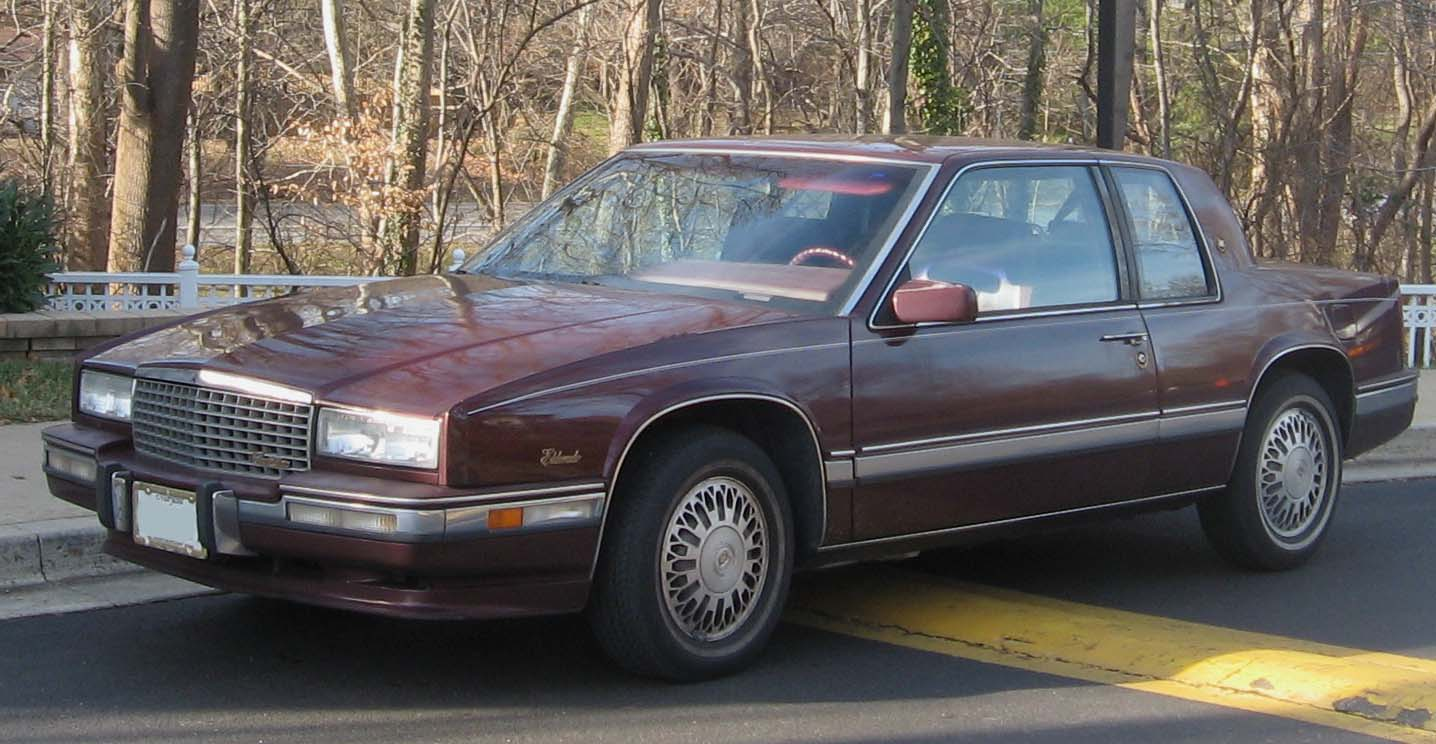
캐딜락 엘도라도 정측면

## 10세대

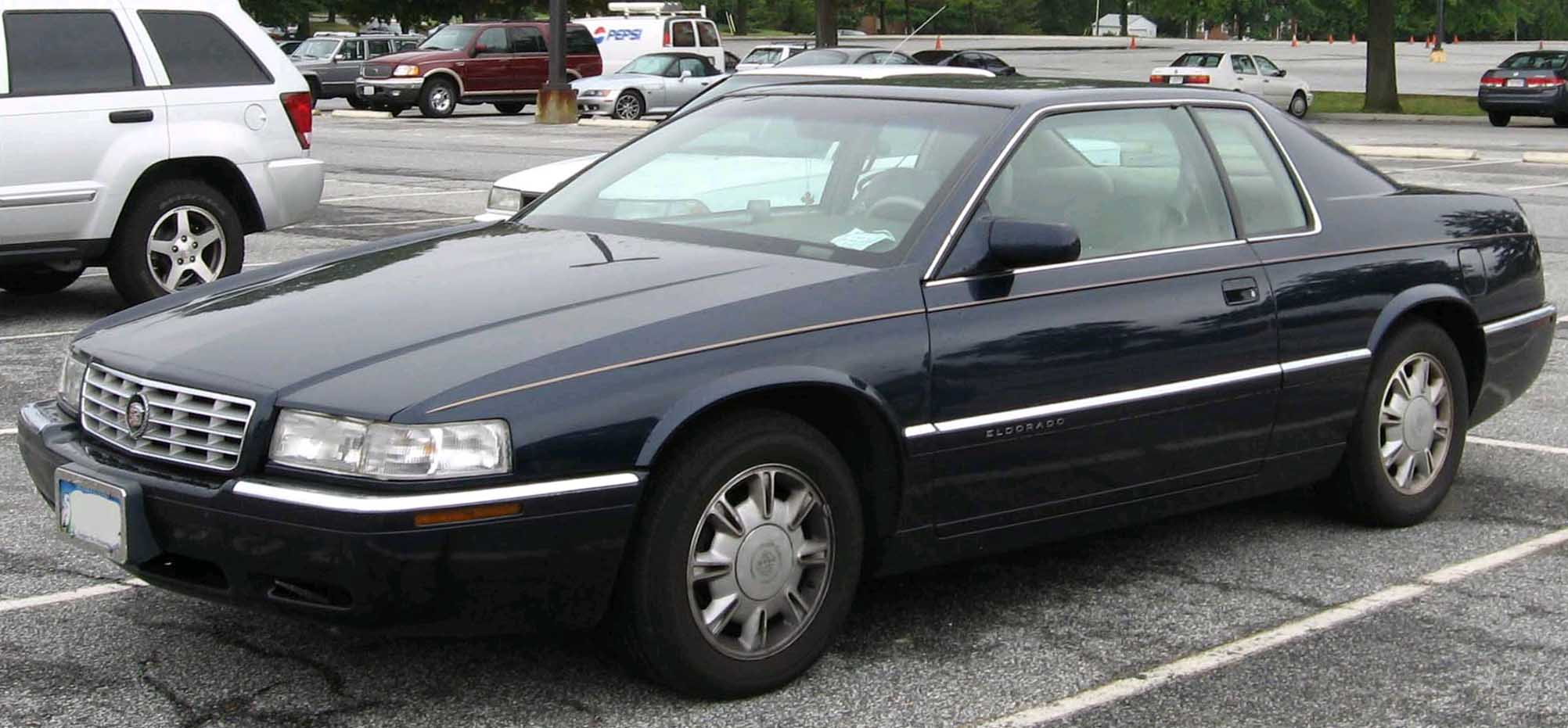
캐딜락 엘도라도(후기형) 정측면

## 같이 보기
- 포드 선더버드